# Cay Dose

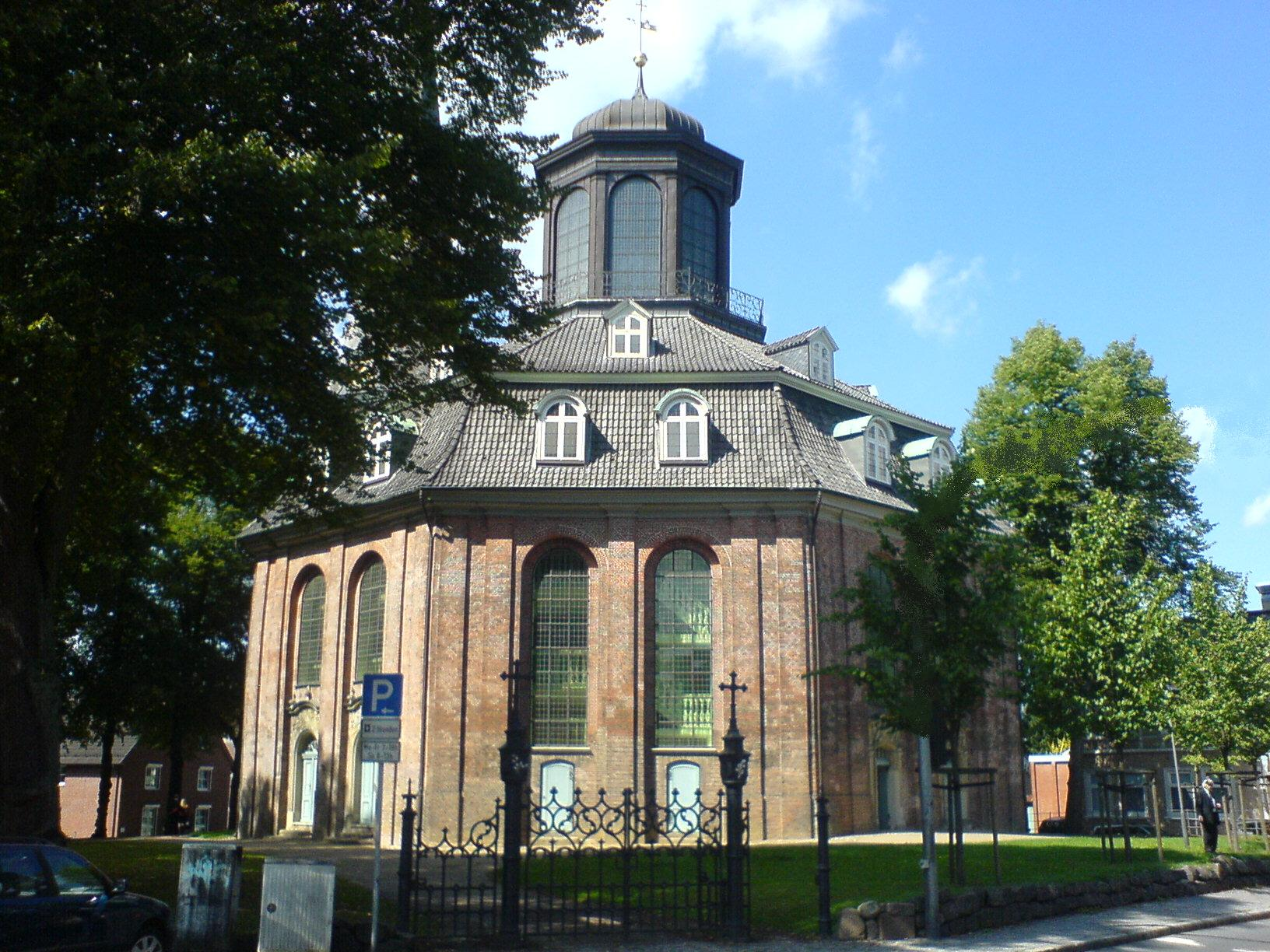
Die Rellinger Kirche von 1756

Cay Dose (* um 1700 in Friedrichsgabekoog; † 27. Juli 1768 in Kopenhagen) auch Kai Dose, Kay Dose, Caj Dose oder Cai Dose, war ein holsteinischer Architekt und Baumeister des 18. Jahrhunderts.

## Leben und Werke
Cay Dose war der Sohn des Obersekretärs Ernst Ulrich Dose. Er wurde später vom Generalbaumeister Johan Conrad Ernst in der Zeit von 1724 bis 1735 in Kopenhagen zum Baumeister ausgebildet. Danach zog er für einige Jahre nach Alsen.

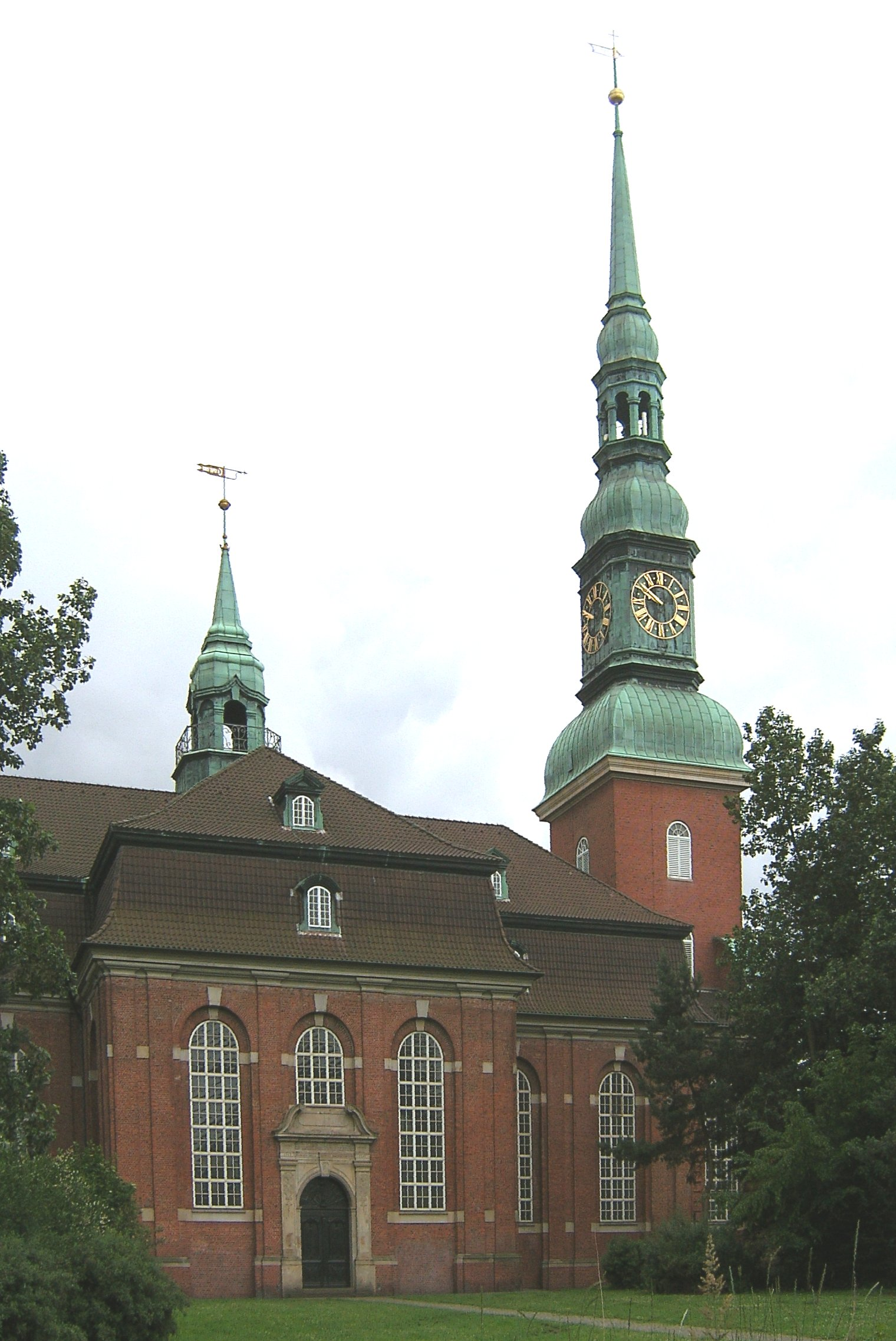
Die Hauptkirche St. Trinitatis in Altona

Im Jahr 1739 bezog Dose eine kleine Wohnung in Schleswig. Dort lernte er den Ingenieur-Kapitän Otto Johann Müller kennen, der ihn für den Bau der St. Trinitatis-Kirche in Hamburg-Altona empfahl. Nach einer Begutachtung des Kirchenschiffes regte er den Abbruch desselben an, unter Erhaltung des von Jacob Bläser erbauten Turmes. Am 11. April 1742 wurde mit dem Bau der St. Trinitatis-Kirche unter seiner Leitung begonnen. 1743 erneuerte er das Dach und Teile des Schleswiger Doms und setzte auf der Michaeliskirche in Schleswig 1745/46 einen neuen Dachreiter auf. Wenig später reichte Dose die Pläne zum Bau der Klosterkirche in Uetersen ein, die aber nicht berücksichtigt wurden, da schon Jasper Carstens als Baumeister bestimmt war.

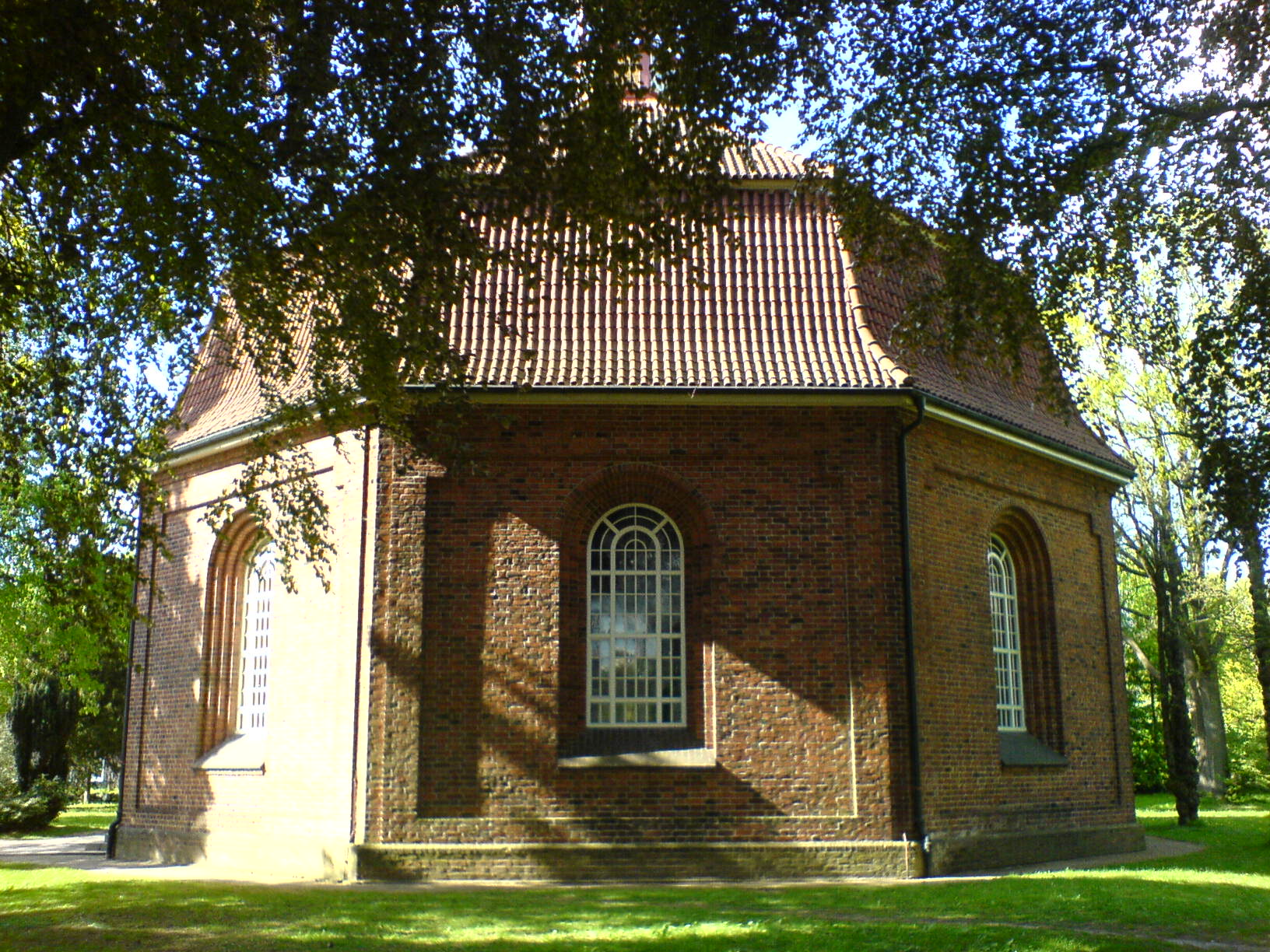
Die Kirche von Brande-Hörnerkirchen

Zu Doses Werken gehörte auch die Kirche in Brande-Hörnerkirchen, die einen oktogonalen Grundriss besitzt und am 27. Februar 1752 feierlich eingeweiht wurde. 1934 brannte diese Kirche ab und wurde 1936 nach dem Vorbild der alten Kirche wieder aufgebaut. Ebenfalls in Brande-Hörnerkirchen errichtete Dose 1750/51 das Küsterhaus sowie das Pastorat. Danach bewarb sich Dose vergeblich für den Wiederaufbau der St. Michaeliskirche in Hamburg, die nach einem Blitzschlag 1750 abgebrannt war. Auch vier Jahre später wurden seine Vorschläge für die Dachkonstruktion der Kirche abgelehnt. Erst im Jahr 1754 erhielt er wieder einen Auftrag zum Bau der Rellinger Kirche, die er nach dem Vorbild der Kirche in Brande-Hörnerkirchen errichtete. Durch sein Konzept der oktogonalen Bauweise konnte dieses Kirchengebäude in wesentlich größeren Dimensionen erbaut werden. Mit rund 2000 Sitzplätzen ist sie die größte oktogonale Kirche in Norddeutschland. Die beiden oktogonalen Kirchen waren auch das Vorbild für die von Heinrich Schmidt erbaute Kirche am Niendorfer Markt.
Von 1756 bis 1757 wurde dann die spätgotische Nicolaikirche in Treia nach Doses Entwürfen nach Westen hin verlängert.
1758 reichte er Pläne für ein Schloss am Ostende der Palmaille in Altona für Christian VI. ein. Diese Pläne wurden im gleichen Jahr abgelehnt, zu dem Bau des Schlosses kam es nie. Im gleichen Jahr begann er mit dem Umbau der Nikolaikirche in Apenrade und ein Jahr später baute er das Pastorat der Michaeliskirche in Schleswig (1972 abgerissen). Ab 1760 arbeitete er für die dänische Königswitwe Sophie Magdalene von Dänemark und bemüht sich später vergeblich um die Nachfolge des Königlichen Hofbauinspektors Jakob Fortlink.
1950 wurde die damalige Lange Straße im Hamburger Stadtteil Altona-Altstadt in Dosestraße umbenannt.